# Lac Kasumigaura
Le lac Kasumigaura (霞ヶ浦, Kasumigaura) est le second plus grand lac du Japon derrière le lac Biwa. 

## Géographie

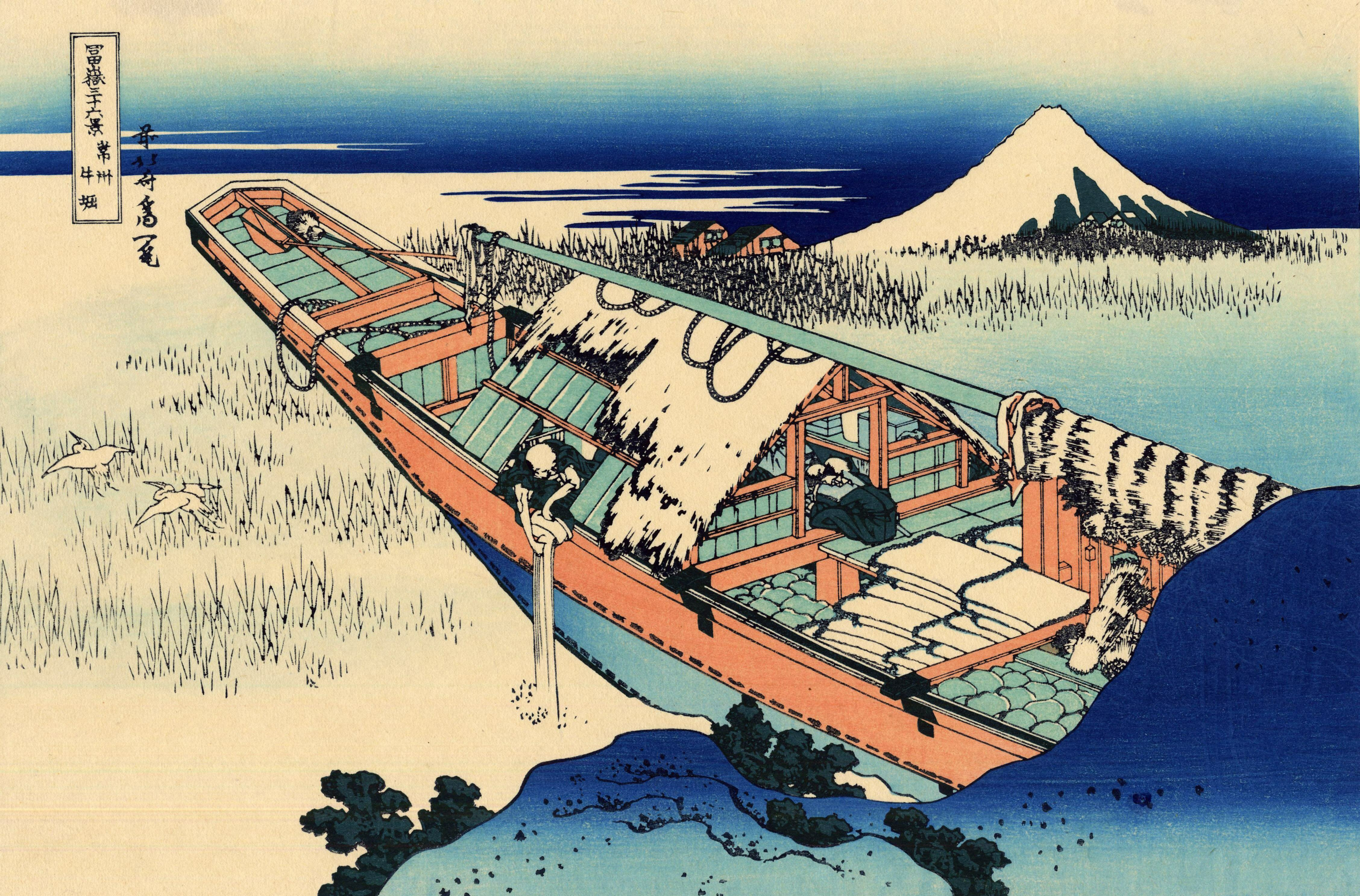
Hokusai.

Il est situé à 60 km au nord-est de Tōkyō. Le lac Kasumigaura est en fait le nom donné à un groupe de lacs, dont le lac principal, Nishiura (西浦), et deux plus petits lacs, Kitaura (北浦) et Sotonasakaura (外浪逆浦), ainsi que les rivières les reliant.
Le lac Kasumigaura reçoit les eaux des rivières Naka et Sakura ainsi que d'une trentaine d'autres rivières plus petites. Le lac est peu profond, sa profondeur moyenne est de 4 m et sa profondeur maximale est de seulement 7 m. Le lac se trouve à une altitude égale au niveau de la mer. Il couvre une surface de 220 km2.